# 紀元前541年
紀元前541年（きげんぜん541ねん）は、西暦（ローマ暦）による年。紀元前1世紀の共和政ローマ末期以降の古代ローマにおいては、ローマ建国紀元213年として知られていた。紀年法として西暦（キリスト紀元）がヨーロッパで広く普及した中世時代初期以降、この年は紀元前541年と表記されるのが一般的となった。

## 他の紀年法
- 干支 : 庚申
- 日本
  - 皇紀120年
  - 安寧天皇8年
- 中国
  - 周 - 景王4年
  - 魯 - 昭公元年
  - 斉 - 景公7年
  - 晋 - 平公17年
  - 秦 - 景公36年
  - 楚 - 郟敖4年
  - 宋 - 平公35年
  - 衛 - 襄公3年
  - 陳 - 哀公28年
  - 蔡 - 霊侯2年
  - 曹 - 武公14年
  - 鄭 - 簡公25年
  - 燕 - 恵公4年
  - 呉 - 余祭7年
- 朝鮮
  - 檀紀1793年
- ベトナム :
- 仏滅紀元 : 4年
- ユダヤ暦 : 3220年 - 3221年

## できごと

### 中国
- 楚の公子囲と伍挙が鄭に赴いた。
- 晋の趙武・楚の公子囲・斉の国弱・魯の叔孫豹・宋の向戌・衛の斉悪・陳の公子招・蔡の公孫帰生・鄭の罕虎（子皮）・許人・曹人が、虢で会盟した。
- 魯の季孫宿が莒を攻撃し、鄆を奪った。
- 秦の景公の弟の后子鍼が晋に亡命した。
- 鄭の公孫楚が公孫黒と争い、呉に追放された。
- 鄭の簡公が公孫段の邸で大夫6人と盟を交わした。公孫黒が盟に加わり、大史に名を書かせて、七子と言わせた。
- 晋の荀呉が軍を率いて大鹵で狄を撃破した。
- 莒の己去疾（著丘公）が斉から帰国し、己展輿が呉に亡命した。
- 楚の公子囲が子皙（公子黒肱）と伯州犂を派遣して、犨・櫟・郟に築城させた。
- 楚の公子囲が楚王郟敖を絞殺し、その2子を殺害した。右尹の公子比（訾敖）は晋に亡命し、宮厩尹の子皙（公子黒肱）は鄭に亡命し、太宰の伯州犂は郟で殺害された。公子囲（霊王）が楚王として即位した。

## 死去
- 郟敖 - 楚の王
- 伯州犂 - 楚の政治家
- 悼公 - 邾の君主